# Printemps noir (Kabylie)
Pour les articles homonymes, voir Printemps noir.
Le Printemps noir (en kabyle : Tafsut taberkant, ⵜⴰⴼⵙⵓⵜ ⵜⴰⴱⵔⴽⴰⵏⵜ) est une série de violentes émeutes et manifestations politiques de militants kabyles dans la région algérienne de Kabylie en 2001, qui ont été accueillies par des mesures policières répressives et sont devenues un puissant symbole du mécontentement kabyle face au gouvernement algérien. Les manifestations ont eu lieu sur fond de marginalisation culturelle de longue date, bien que les plus rigides mesures d'arabisation du gouvernement, des années 1960 à 1980 aient été levées. Le nom Printemps noir fait allusion aux événements connus sous le nom de Printemps berbère des années 1980, où des activistes de la société civile, principalement kabyles, ont contesté l'interdiction de la culture berbère alors en place, exigeant les droits culturels et la démocratie.

## Chronologie

### Avril 2001
Le 18 avril 2001, à deux jours de la commémoration du Printemps berbère d’avril 1980, Massinissa Guermah, un jeune lycéen âgé de 18 ans, est assassiné par une rafale d'arme automatique tirée par un gendarme dans les locaux de la gendarmerie de Beni Douala (Ath Dwala) en Kabylie. Cet événement est l'élément déclencheur de la révolte kabyle. Des manifestations pacifistes sont observées dans la région du drame. Différentes couches populaires participent à la protestation, mais les forces de l’ordre ont riposté avec violence concernent particulièrement les jeunes, essentiellement lycéens. La révolte est surtout urbaine. La population a alors riposté et les principales cibles des émeutiers sont les brigades de gendarmerie, représentantes de l’État, et plus largement accusées d’« abus de pouvoir », d’implication dans le trafic de drogue mais aussi d’atteinte à l'« honneur des villageois ».
Le 21 avril 2001 vers 11h du matin, la gendarmerie d'Amizour interpelle 3 élèves alors qu'ils sont en route pour le stade municipal en compagnie de leur professeur de sport et de leurs camarades de classe. L'information fait le tour de la wilaya et des professeurs se mobilisent afin qu'un tel évènement ne puisse plus se reproduire.
Le 22 avril 2001, à l'appel de leurs syndicats, les représentants des professeurs de tous les établissements d'Amizour se réunissent au Collège d'enseignement moyen 800/300. Ils appellent à un rassemblement massif pour le lendemain. Des escarmouches sont observées sans aucune gravité. Le soir de la même journée, le ministre de l'intérieur, reprenant les informations du communiqué rendu public par le commandement de la gendarmerie nationale sur la mort de Guermah, déclare que ce dernier était « un délinquant de 26 ans ». À la suite de cette déclaration, la presse publie le bulletin de naissance de la victime, prouvant qu'il s'agit en réalité d'un lycéen de 18 ans.
Le 23 avril, des milliers de citoyens affluent vers Amizour, qui ne tarde pas à s'embraser. De violentes émeutes ont lieu pour dénoncer les injustices et les abus d'autorité. De nombreux bâtiments officiels sont détruits par le feu ou pris d'assaut par les jeunes émeutiers. Les manifestations sont réprimées par les forces de l'ordre (notamment la gendarmerie nationale) qui tirent à balles réelles sur les manifestants ; pour la plupart, des collégiens ou des lycéens. On décompte plus d'une quarantaine de morts et des centaines de blessés, rien que pour les journées du 25 au 28 avril 2001.

### Mai 2001
Durant les premières semaines d’émeutes, les revendications des différentes coordinations sont particulièrement liées à l’urgence de la situation : exigence d’une indemnisation et du statut de martyr aux victimes de la répression, jugement des gendarmes coupables par des tribunaux civils et demande d’une deuxième session nationale du baccalauréat.
En l'absence d'une réaction politique pour ramener le calme, les affrontements se font d'une rare intensité et la répression est tout aussi violente, émaillée par le pillage de magasins et de domiciles en représailles.
Cette absence de réaction et de médiation politique rapide est aussi liée à l’échec des partis politiques traditionnels. Le mouvement s’organise alors autour de nouveaux groupes plus «locaux» qui regroupent les représentants des comités de villages et de quartiers. Le 17 mai, à Illoula Oumalou, une organisation à l'échelle régional est mise en place : la Coordination des âarchs, daïras et communes (CADC). 
Cette coordination refuse de reproduire le mode de fonctionnement des partis politiques. Les décisions se prennent par consensus et de manière horizontale. Dès la première semaine du mois de mai, le premier conseil aârch, d'Amizour est mis en place.
Les partis politiques et les instances élues, comme les Assemblées populaires communales (APC) et l'Assemblée populaire de wilaya (APW), sont pris pour cible par les contestataires.
La coordination de Kabylie également met en avant la dimension nationale de la contestation.
Les gendarmes font 15 nouvelles victimes et des dizaines de blessés.

### Juin 2001
Le 4 juin, a lieu la première rencontre Inter-wilayas qui regroupe les coordinations de toutes les wilayas du Centre du pays.
Le 14 juin, une imposante marche converge vers Alger pour remettre au président Abdelaziz Bouteflika un texte de revendication, la Plate-forme d'El Kseur, qui sert de base au Mouvement citoyen des Aarchs. 
Le Mouvement refuse alors toute négociation. L'objectif devient progressivement « l’application de la plate-forme d’El-Kseur, scellée et non négociable». Avec ce texte, le Mouvement cherche à formuler des revendications pour les articuler en projet politique. 
Cela fait directement lien avec les revendications identitaires du mouvement culturel berbère des années 1980 avec la « satisfaction de la revendication amazighe dans toutes ses dimensions (…) et la consécration de tamazight en tant que langue nationale et officielle.»  
Mais ces révoltes mettent aussi en lumière plusieurs difficultés socio-économiques comme le chômage et la déperdition scolaire. En effet, selon une enquête de l'Office national des statistiques (ONS) menée en juin 2000, soit peu de temps avant les émeutes, le taux de chômage était de 28,89%. Il concerne  particulièrement les moins de 30 ans.
Les manifestants ne sont pas reçus et sont stoppés par les forces de l'ordre. La répression fait 8 victimes, et 130 personnes sont portées disparues — elles seront soit retrouvées mortes, soit hospitalisées dans les alentours, soit mises en garde à vue. De nombreux affrontements vont succéder à cette manifestation, entraînant des dizaines de morts, des centaines de blessés et de multiples arrestations. Le Premier ministre Ali Benflis tente d'ouvrir le dialogue avec les âarchs, mais sans succès. Au cours de cette manifestation, plusieurs bâtiments publics et privés sont détruits par les manifestants.
Les forces de l'ordre vont elles aussi piller des maisons et des magasins, et organiser des raids nocturnes dans les villages, à la recherche des émeutiers, notamment ceux identifiés comme étant les meneurs du mouvement.

### Suites
Au cours du mois de mars 2002, les attaques répétées organisées par de jeunes émeutiers sont souvent suivies d'incendies volontaires, touchant les institutions : mairies, daïras, centres des impôts, tribunaux, brigades de gendarmerie et commissariats de police, voire les structures appartenant à des partis politiques.
Plusieurs manifestants et acteurs du mouvement considèrent aussi le rejet des élections comme moyen de pression sur le gouvernement. Lors des deux scrutins (mai et octobre 2002), les ouvertures de bureaux de vote en Kabylie sont rendues impossibles.
En réaction à cette violence inédite, des arrestations musclées suivies de tortures et de brimades humiliantes, sont perpétrées par les forces de l'ordre. Le 12 mars, le président de la République annonce de nouvelles mesures allant dans le sens de l'apaisement — dont le statut de « langue nationale », accordé au tamazight. Mais les affrontements ne cessent pas entre les forces de l'ordre et les manifestants. Des villes, comme Azazga, sont assiégées par les gendarmes pour y mener des expéditions punitives. De simples passants sont passés à tabac, des opposants politiques et des journalistes sont maltraités et des dizaines de responsables de comités de villages (délégués des âarchs) sont arrêtés.[réf. nécessaire]
L'arrivée d'Ahmed Ouyahia au poste de chef du gouvernement permet la reprise du dialogue : en octobre 2003, le chef du gouvernement rouvre les discussions avec les âarchs. Une grande partie des revendications de la Plate-forme d'El Kseur sont accordées.

## Bilan
Le bilan de ces émeutes est estimé par la Ligue algérienne pour la défense des droits de l'homme à 126 morts (majoritairement jeunes) et plus de 5 000 blessés. Mais en 2011, les familles des victimes réclament toujours justice

## Résultat
Le président algérien Abdelaziz Bouteflika accepte certaines revendications des Kabyles. Les gendarmes ont été retirés de Kabylie, et la langue berbère (Tamazight) est introduite comme langue nationale dans la Constitution algérienne de 2002, puis comme langue officielle en 2016.
Les partis politiques berbères traditionnels, le Rassemblement pour la culture et la démocratie (RCD) de Saïd Saadi et le Front des forces socialistes (FFS) de Hocine Aït Ahmed sont en partie marginalisés par l'activisme indépendantiste, les formes de protestation plus tranchées et la création de nouvelles structures non partisanes comme le mouvement politique Âarch (Arouch) et le Mouvement pour l'autodétermination de la Kabylie (MAK) dont les ambitions d'autonomie ethniques sont plus ou moins marquées.